# Orimba arcas
Orimba arcas är en fjärilsart som beskrevs av Herrich-Schäffer 1853. Orimba arcas ingår i släktet Orimba och familjen Riodinidae. Inga underarter finns listade i Catalogue of Life.